# Kim O'Bomsawin
Kim O'Bomsawin, née en 1983, est une cinéaste documentariste, scénariste et productrice abénaquise membre de la communauté d'Odanak dans le Centre-du-Québec. Elle est présidente de Terre Innue et de Productions Innu Assi depuis 2020 et agit à titre de productrice exécutive sur l'ensemble des projets de Terre Innue.

## Biographie

### Écouter les communautés autochtones
C'est à la suite d'un parcours de deuxième cycle en sociologie, un domaine d'études qui l'amène à développer sa compréhension des impacts de la société sur la condition humaine, que Kim O'Bomsawin entreprend sa carrière de cinéaste documentariste,. Dans le cadre de sa pratique, elle tient à présenter la réalité des Premiers peuples en valorisant des récits positifs et inspirants. Son approche est guidée par l'écoute : elle a la volonté de porter à l’écran la parole des peuples autochtones du Canada, en particulier celle des femmes, dans le but d’y sensibiliser le public. Intéressée par la question de la transmission, elle considère que le cinéma et l'enseignement sont les deux faces d'une même médaille.

### Une documentariste engagée
En 2014, elle réalise son premier film, La Ligne rouge, un moyen métrage qui se penche sur de jeunes joueurs de hockey issus des Premières Nations.
Elle se familiarise ensuite avec la fiction à titre de co-scénariste de la série Les Sioui-Bacon.
En 2018, elle signe deux documentaires, dont Ce silence qui tue, qui aborde le sujet des femmes autochtones assassinées et disparues. Ce film au regard incisif relie les facteurs systémiques aux difficultés individuelles rencontrées par ces femmes, dont la soif de vivre ne tarit pas : « Je voulais montrer des femmes fortes, montrer le vrai visage de ces femmes qui risquent de finir comme les autres ou de devenir une statistique comme les autres. Mais qui, pour toutes sortes de raisons, sont restées en vie. » Au Canada, une étude menée par la Gendarmerie royale du Canada en 2014 a démontré qu'une femme autochtone a huit fois plus de chances d'être assassinée que la moyenne.
Le moyen métrage Du teweikan à l'électro, qui sort la même année, illustre le pouvoir de la musique autochtone à rassembler ses traditions musicales dans la modernité. Le documentaire inclut les projets musicaux de Pakesso Mukash (Cri/Abénaki), Shauit (Innu) et Moe Clark (Métis).
En 2019, elle tourne Minokin. Réparer notre justice, un moyen métrage documentaire consacré au retour de la pratique judiciaire traditionnelle de l'exil dans les luttes contre le crime au sein des communautés autochtones du Québec.
Son long métrage documentaire Je m'appelle humain, paru en 2020, nous plonge dans l'univers de la poétesse innue Joséphine Bacon. Ce film, tourné à Montréal et au Nutshimit, aborde différents aspects de la vie de l'artiste à travers ses poèmes. Il est couronné de quatre prix Gémeaux lors des galas de l'Académie canadienne du cinéma et de la télévision.
O'Bomsawin assure la réalisation de la série documentaire Laissez-nous raconter (2022), une série de quatre épisodes qui invite les premiers peuples du Québec et du Labrador – Abénakis, Anishinabe, Atikamekw, Eeyou (Cri), Innu, Kanien’kehá:ka (Mohawk), Mi’gmaq, Naskapi, Wendat et Wolastoqiyik (Malecite) – à raconter leurs histoires à partir de leur propre point de vue. Dans une volonté éducative, cette série invite les téléspectateurs à écouter activement ce que les 11 communautés autochtones ont à leur transmettre, tant sur les effets de la colonisation sur leurs milieux de vie que sur la « survivance » et la richesse de leurs cultures,. Réalisé sur 75 jours de tournage et quatre ans de travail, ce projet d'une ampleur sans précédent vise à contrer la méconnaissance des réalités autochtones auprès du grand public et à donner place à la renaissance de leurs cultures.

### Militantisme et action politique
À l'été 2019, Kim O'Bomsawin prend part aux débats entourant la production de la pièce Kanata, mise en scène par Robert Lepage pour le Théâtre du Soleil, et signe une lettre ouverte dénonçant l'absence de comédiens autochtones au sein de la distribution. Avec un groupe de 34 militants autochtones, elle participe à une rencontre organisée avec Robert Lepage et Ariane Mnouchkine, directrice du Théâtre du Soleil, à la Société des arts technologiques à Montréal. En réponse aux débats qui entourent la production, l'association Décoloniser les arts l'invite à donner une présentation en compagnie de l'artiste innue Maya Cousineau Mollen dans le cadre du séminaire « Qui représente l'histoire ? Qui parle pour qui ? » à Paris.
Animée par les questions liées à la condition féminine – et plus particulièrement les enjeux touchant les femmes autochtones à Montréal – elle se joint au comité consultatif du Conseil des Montréalaises en 2014,.

## Filmographie

### En tant que réalisatrice
- 2016 : La Ligne rouge (moyen métrage)
- 2018 : Skindigenous (série documentaire)[15]
- 2018 : Du teweikan à l’électro (moyen métrage)
- 2018 : Ce silence qui tue (long métrage)
- 2020 : Je m'appelle humain (long métrage)
- 2020 : Minokin. Réparer notre justice (moyen métrage)
- 2022 : Laissez-nous raconter (série documentaire)

## Distinctions
- 2019 : Prix Donald Brittain pour le meilleur documentaire socio-politique pour Ce silence qui tue, prix Écrans canadiens
- 2020 : Prix du meilleur documentaire canadien pour Je m'appelle humain, Festival international du film de Vancouver
- 2020 : Prix du meilleure documentaire canadien pour Je m'appelle humain, Festival international du film de Calgary
- 2020 : Prix collégial (ex aequo) & Mention Spéciale Grand Prix Compétition – Long métrage – Festival de cinéma de la ville de Québec pour Je m'appelle humain
- 2020 : Prix du public Mel Hoppenheim pour Je m'appelle humain, Festival Cinemania
- 2021 : Prix Gémeaux, Meilleure émission ou série documentaire pour Je m'appelle humain
- 2021 : Prix Gémeaux, Meilleure réalisation pour Je m'appelle humain
- 2021 : Prix Gémeaux, Meilleur son (Jean-Philippe Goyette, Luc Raymond et Lynne Trépanier) pour Je m'appelle humain
- 2021 : Prix Gémeaux, meilleure musique originale (Alain Auger) pour Je m'appelle humain